# Juan Batlle Planas (fils)
Juan Batlle Planas (fils), né le 14 août 1941 à Buenos Aires, est un réalisateur et scénariste argentin.
Il est le fils de l'artiste peintre argentin d'origine espagnole Juan Batlle Planas.

## Biographie
Il se lance dans le cinéma en tant qu'assistant du réalisateur Alfredo Mathé sur le film Todo sol es amargo (es), sorti en 1966, et De Lo Que No Hay (film de 1968), qui n'a pas été distribué. Il écrit et réalise le court métrage El alma (1967), d'après un personnage de Los lanzallamas de Roberto Arlt, puis réalise le long métrage El destino (es) (1971), d'après son propre scénario, où le peloton d'exécution sert de fil conducteur aux histoires de Camila O'Gorman avec son amant Vladislao Gutiérrez et du général Manuel Dorrego, avec Lautaro Murúa, Julia Elena Dávalos (es), Aldo Barbero (es) et Fernando Labat (es).
Il réalise ensuite Des goûts et des couleurs, une coproduction entre l'Argentine et la France d'après son propre scénario écrit en collaboration avec Gustavo Zito Lema et René Vautier qui sort le 18 juillet 1974 avec Élisabeth Wiener, Sidney Chaplin, Olga Zubarry.

## Filmographie

### Réalisateur et scénariste
- 1967 : El alma (court métrage)
- 1971 : El destino (es)
- 1974 : Des goûts et des couleurs (El encanto del amor prohibido ou Sobre gustos y colores)

### Assistant réalisateur
- 1966 : Todo sol es amargo (es)
- 1968 : La violencia  (film inachevé)